# H-Moll-Messe

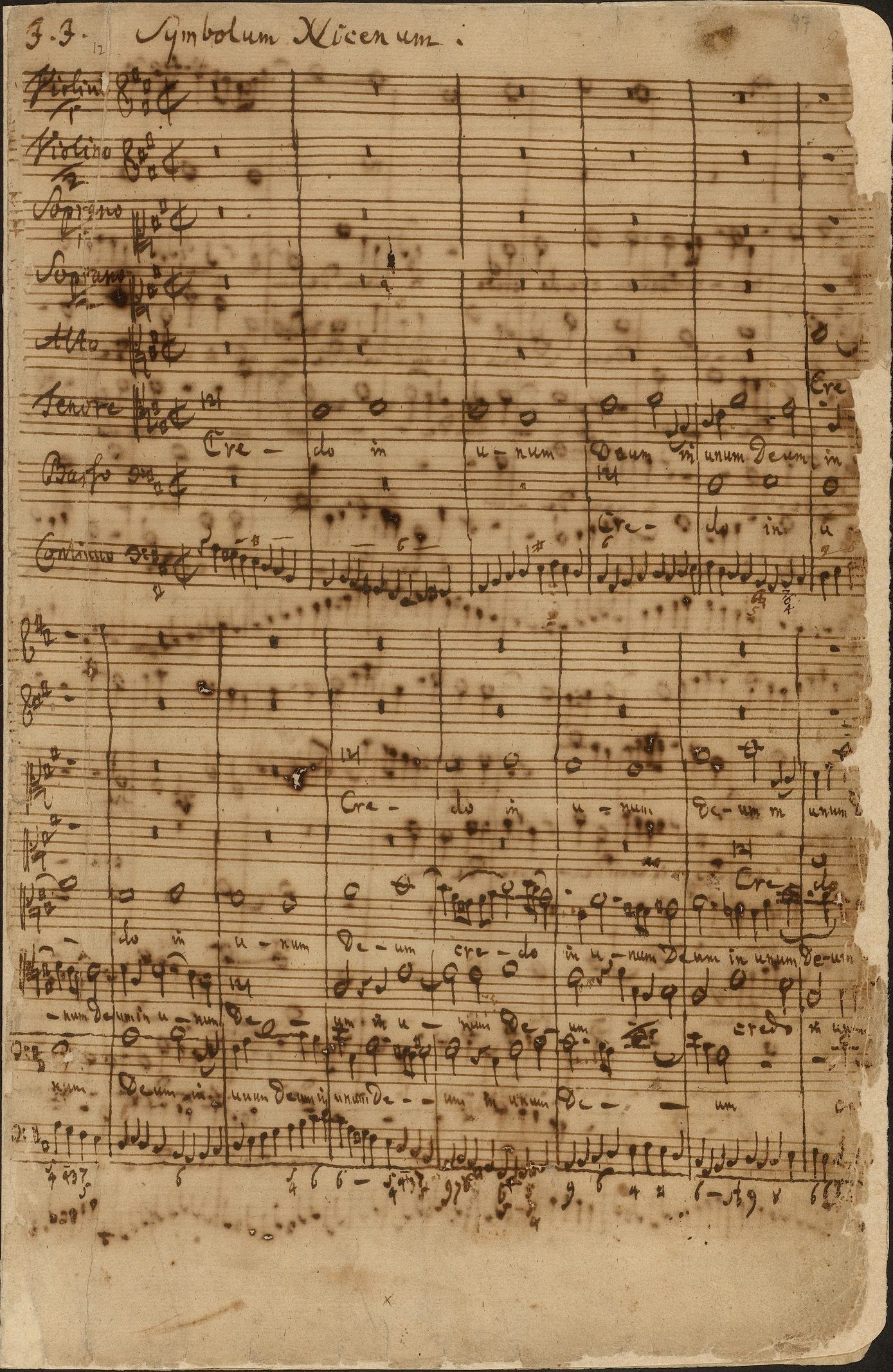
Autograph der ersten Seite des Credo

Die h-Moll-Messe von Johann Sebastian Bach, BWV 232, ist eine der bedeutendsten geistlichen Kompositionen. Es handelt sich um Bachs letztes großes Vokalwerk und seine einzige Komposition, der das vollständige Ordinarium des lateinischen Messetextes zugrunde liegt. Dem Typus nach handelt es sich um eine Missa solemnis, die aus 18 Chorsätzen und 9 Arien besteht. Bach komponierte 1733 zunächst eine Missa aus Kyrie und Gloria. Gegen Ende seines Lebens stellte er die übrigen Sätze aus Bearbeitungen früher komponierter Sätze, überwiegend aus seinen Kantaten (Parodieverfahren), und neuen Kompositionen zusammen. Das Manuskript von 1748/1749 gehört zum UNESCO-Weltdokumentenerbe.

## Geschichte

### Anlass

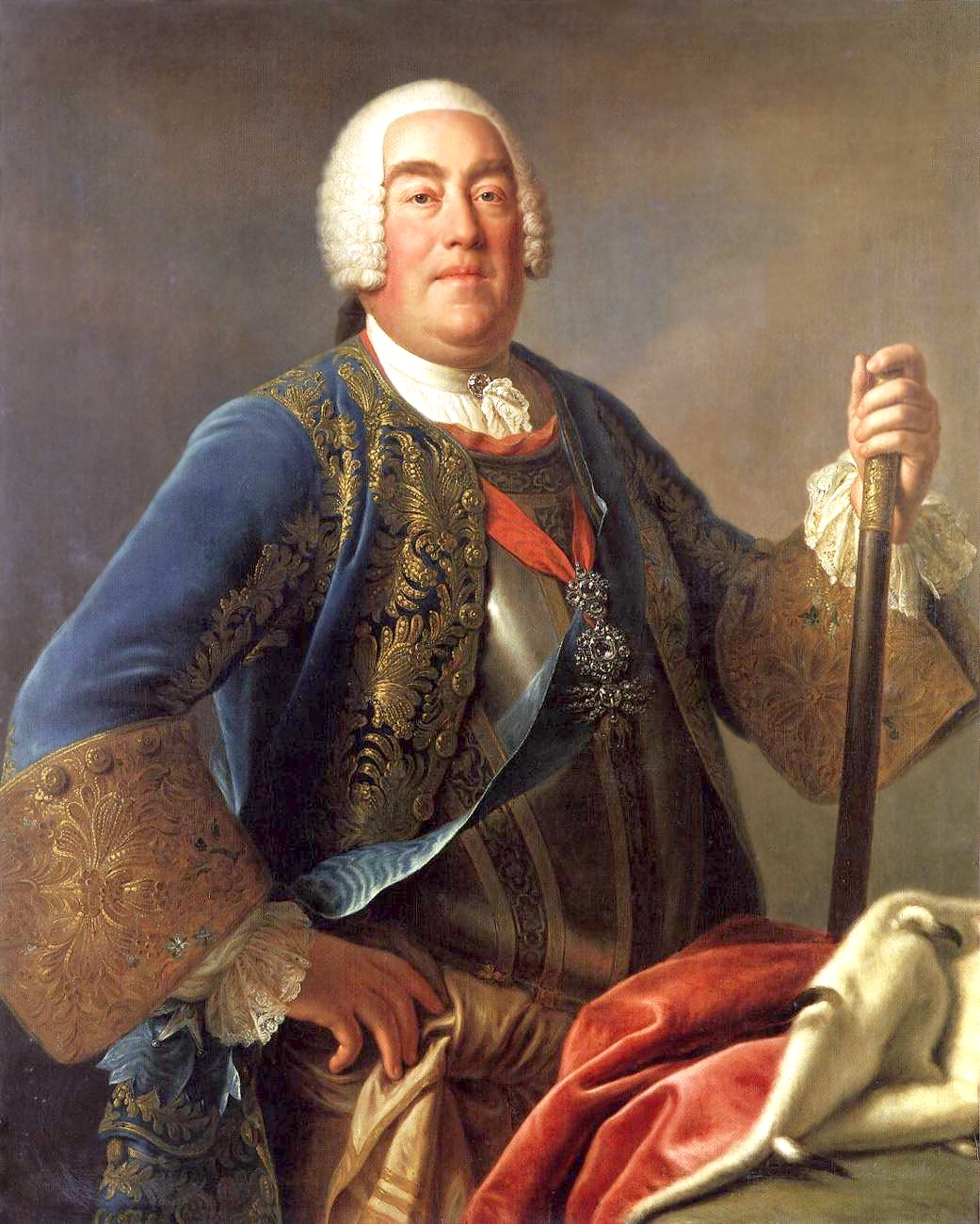
August III., Kurfürst von Sachsen und König von Polen (1755)

Nach dem Tod des Kurfürsten Friedrich August I. von Sachsen am 1. Februar 1733 wurde eine Landestrauer für den Zeitraum vom 15. Februar bis 2. Juli 1733 befohlen, in der keine Musik aufgeführt werden durfte. In dieser Zeit fertigte Bach die Partitur und Stimmen der ersten Fassung an, einer Missa mit den Teilen Kyrie und Gloria. Die Aufführungsstimmen widmete er dem Nachfolger, Kurfürst Friedrich August II., der als König von Polen August III. genannt wurde.
Warum Bach diese Kurzmesse zur vollständigen Missa tota ausbaute, ist nicht bekannt. Bach selbst hat nichts über seine Motive geschrieben, wie auch sonst persönliche Angaben von ihm selten sind. Da er ab Mitte der 1730er Jahre begann, auch andere zyklische Werke mit Modellcharakter zu schaffen (Goldberg-Variationen, Weihnachtsoratorium, Die Kunst der Fuge), wird vermutet, die Erweiterung könne im Zusammenhang damit stehen, seine bedeutenden Werke zu sichten und zu sammeln und der Nachwelt ein musikalisches Vermächtnis zu hinterlassen.
Obwohl sich bisher kein Stimmenmaterial finden lässt, das auf einen konkreten Anlass hinweist, nehmen verschiedene Bachforscher eine Aufführung der Messe zu Lebzeiten Bachs an. Nach einer neueren Hypothese von Michael Maul könnte sie 1749 für eine Aufführung im Wiener Stephansdom bestimmt gewesen sein. Der in Wien als Mitglied der sogenannten Musicalischen Congregation tätige Graf Johann Adam von Questenberg (1678–1752) nahm über einen adeligen Studenten aus Mähren Kontakt zu Bach auf. Der Student besuchte Bach im Frühjahr 1749 im Auftrag Questenbergs und könnte um eine Komposition für die Cäcilienfeier der Wiener Bruderschaft am 22. November 1749 gebeten haben.

### Vorbilder
Mit der Reformation riss die Tradition der lateinischen Kirchenmusik in den evangelischen Kirchen nicht ab, erfuhr aber eine erhebliche Einschränkung. Aus der Zeit vor Leipzig ist von Bach nur eine einzige lateinische Komposition nachweisbar, der fünfstimmige Chorsatz Kyrie eleison, Christe du Lamm Gottes, BWV 233a. Allerdings gibt es von Bach verschiedene Abschriften lateinischer Messenkompositionen anderer Komponisten, darunter vier- bis sechsstimmige A-cappella-Messen von Palestrina und Francesco Gasparini sowie konzertante Orchestermessen („Missa concertata“) von Marco Giuseppe Peranda und Johann Baal sowie die Missa sapientiae von Antonio Lotti. An hohen kirchlichen Feiertagen war in den Leipziger Hauptkirchen die figurale Aufführung des lateinischen Kyrie und Gloria sowie des Sanctus (ohne Osanna und Benedictus) als mehrstimmige Chormusik üblich. Neben dem Magnificat (BWV 243), das in seiner D-Dur-Fassung von 1733 eine ähnliche Besetzung wie die h-Moll-Messe aufweist, liegen an lateinischer Figuralmusik von Bach noch einige Vertonungen des Sanctus (BWV 237 und 238) und die Lutherischen Messen (BWV 233–236) vor, die kleiner dimensioniert sind und bei denen nur Kyrie und Gloria vertont sind. Für Aufführungen griff Bach auf Werke anderer Komponisten zurück.

Bach und von Wilderer mit rhythmisch demselben Kopfmotiv im Kyrie (Nr. 1), aber einem ganz anderen Verlauf

Christoph Wolff hat vermutet, dass Bach für die äußere Form der Nummern 1, 2 und 3 eine Missa brevis (Kyrie und Gloria in g-Moll) von Johann Hugo von Wilderer als Vorlage diente. Wilderers Messe für vierstimmigen Chor und Streicher hatte Bach vor 1731 wahrscheinlich in Dresden abgeschrieben und in Leipzig aufgeführt. Neben einzelnen motivischen Ähnlichkeiten bestehen im Kyrie Entsprechungen in der formalen Anlage: Auf ein einleitendes Adagio mit einem dreifachen Kyrie-Ruf folgt eine Fuge, deren Kopfmotiv durch Reperkussionen geprägt ist. Das Christe ist jeweils als Solosatz (bei Wilderer ein Terzett mit duettierenden Passagen) in der Dur-Parallele und das abschließende Kyrie motettisch im Stile antico angelegt. Einer Abhängigkeit der beiden Werke voneinander hat Konrad Küster aufgrund der großen Unterschiede widersprochen. Die großdimensionierte Anlage bei Bach und die völlig andere Durchführung im Einzelnen sprechen gegen eine direkte Verwandtschaft.

### Werkgeschichte

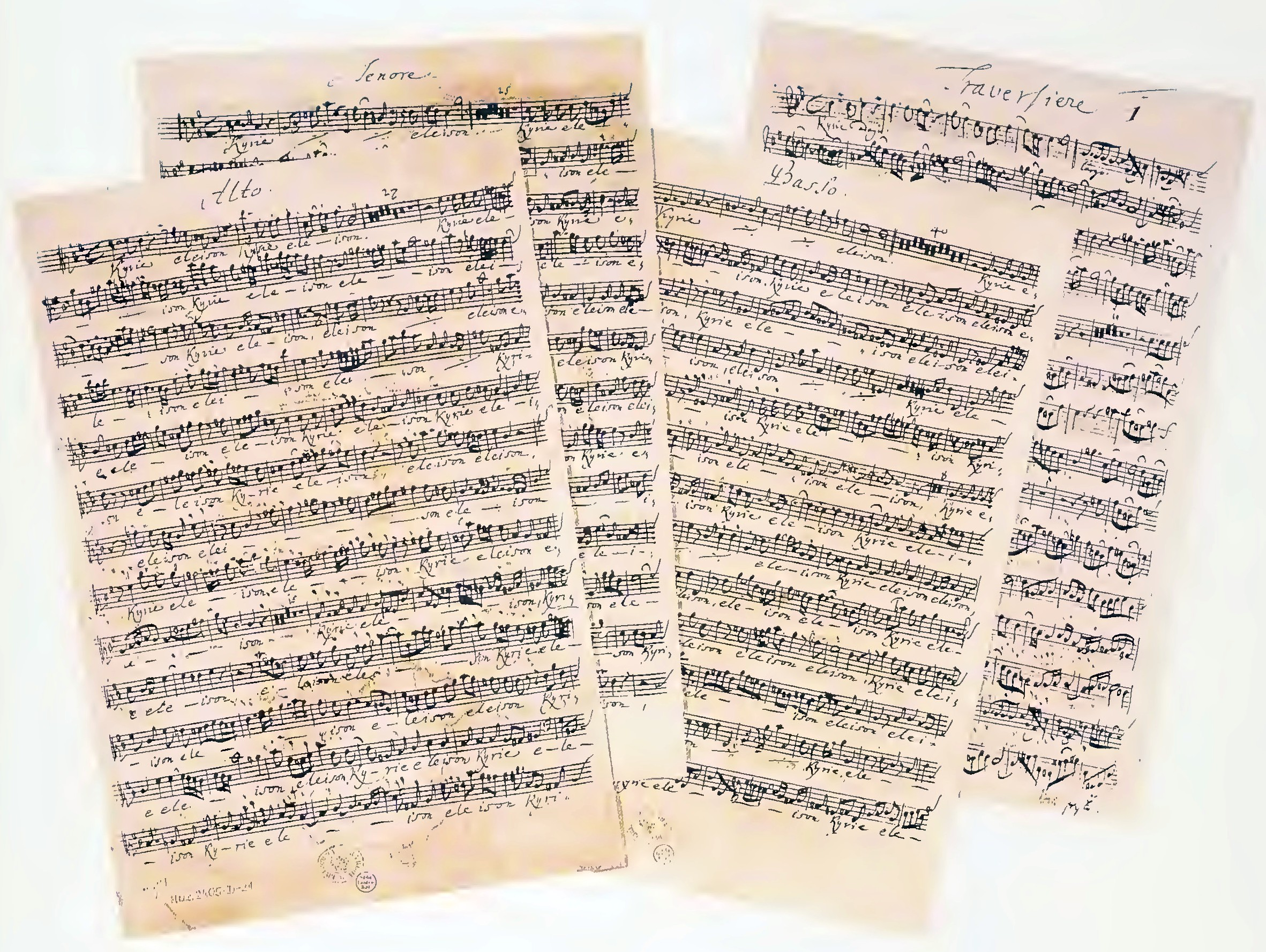
Stimmsatz von 1733 zu Bachs Bewerbung in Dresden

Die Komposition dieser Messe erstreckte sich über Jahrzehnte: Das Sanctus (BWV 232III) wurde bereits 1724 für den ersten Weihnachtstag komponiert. 1733 entstand die Missa brevis aus Kyrie und Gloria (im Gegensatz zur Missa longa oder Missa tota, der fünfteiligen, vollständigen Messe). Diese erste Fassung war sowohl im lutherischen als auch im katholischen Gottesdienst verwendbar, wich in der Textvorlage aber an zwei Stellen vom vorgeschriebenen katholischen Messtext ab. Die 21 Stimmen dieser Fassung reichte Bach mit dem Widmungsschreiben vom 27. Juli 1733 beim Dresdner Hof ein, verbunden mit der Bitte um Verleihung des Titels eines „Hof-Compositeurs“ („Praedicat von Dero Hoff-Capelle“). Erst nach vielmaligen Erinnerungen, weiteren Widmungen und zahlreichen Konzerten wurde ihm im November 1736 der Titel eines „Kurfürstlich-sächsischen und königlich-polnischen Hof-Compositeurs“ verliehen. Der sächsische Königshof war seit der Personalunion mit dem Königreich Polen katholisch. Ob der Stimmensatz jemals aufgeführt wurde, ist nicht bekannt. Weder in Dresden noch in Leipzig ist Aufführungsmaterial vorhanden.
Nach Christoph Wolff weist bereits die fünfstimmige, reich instrumentierte Anlage von Kyrie und Gloria mit ihren sorgfältig ausgearbeiteten Einzelsätzen darauf hin, dass Bach eine vollständige Messe plante. Verschiedene Hinweise belegen Bachs Hinwendung zu Messenkompositionen in den 1730er und 1740er Jahren und erhellen die Vorgeschichte der h-Moll-Messe. So schuf Bach in den 1730er Jahren die Lutherischen Messen und die Clavierübung III (die sogenannte Orgelmesse, 1739). Einzelne Sätze aus dem Gloria stellte er 1742 zur Universitätsmusik Gloria in excelsis Deo, BWV 191 zusammen und führte zwischen 1743 und 1748 das Sanctus von 1724 neu auf. Zudem bearbeitete Bach in den späten 1730er und frühen 1740er Jahren Messen anderer Komponisten und verwendete sie für die Leipziger Gottesdienste. Eine Frühfassung des Credo in unum Deum in G-Mixolydisch ist um 1740 anzusetzen. Eine Chor-Intonation eines Credo in unum Deum zu einer Missa brevis von Giovanni Battista Bassani (BWV 1081), eine Kompositionsstudie, führt zum Credo der h-Moll-Messe.
1748/49 erweiterte Bach die Messe um Credo, Sanctus und Agnus Dei durch vereinzelte Neukompositionen, größtenteils aber durch parodierende Umarbeitungen vorhandener Sätze aus seinen Kantaten. Das Credo war zunächst in acht Sätzen angelegt, erhielt aber durch die Neukomposition des Et incarnatus est Nr. 16 seinen neunsätzigen, streng symmetrischen Aufbau mit dem Leben Jesu im Zentrum (Nr. 16 Menschwerdung, Nr. 17 Kreuzigung, Nr. 18 Auferstehung).

### Autograph

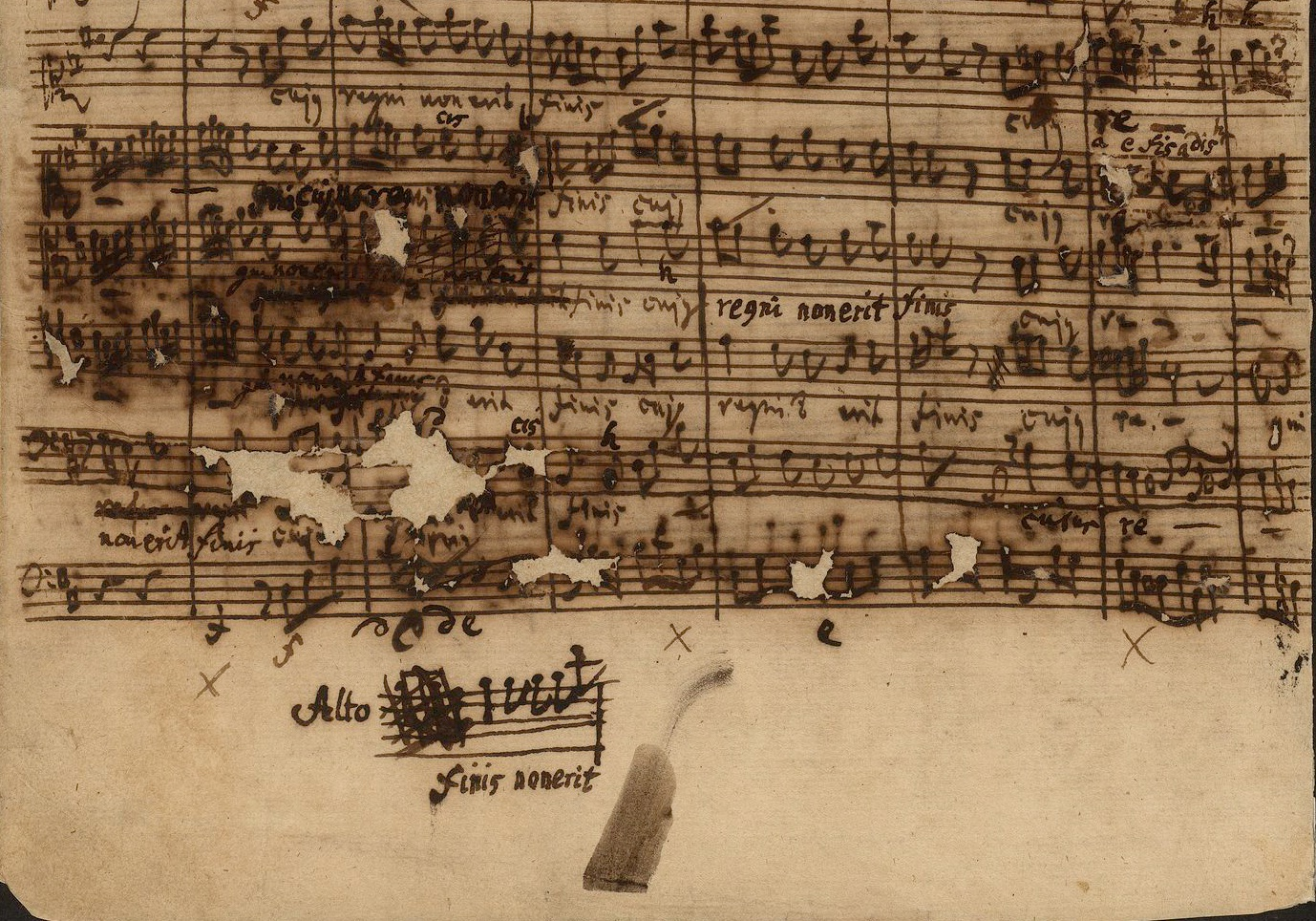
Autograph des Credo mit Revisionen von C. Ph. E. Bach im „Et resurrexit“, Takt 96ff.

Bach schickte die beiden Teile der Missa von 1733 nur als Einzelstimmen an August III. und behielt die Partitur, die er in seinen letzten Lebensjahren vollendete. Er paginierte die 95 Manuskriptseiten von Kyrie und Gloria und versah sie mit einem Umschlag, auf den er als Titel „No. 1 Missa“, die Besetzungsangaben und seinen Namen schrieb. Ein zweiter Halbband, der mit dem ersten zusammengebunden ist, enthält auf 92 Seiten die restlichen Teile in drei Faszikeln. Das Credo (S. 96 bis 152) überschrieb Bach mit „No. 2 Symbolum Nicaenum“. Nach No. 3 Sanctus bildeten die übrigen Sätze unter der Überschrift „No. 4 Osanna, Benedictus, Agnus Dei et Dona nobis pacem“ den Abschluss. Bachs Aufteilung von Sanctus und Osanna wird praktische Gründe gehabt haben, da das Sanctus direkt aus der Vorlage abgeschrieben werden konnte, allerdings mit erweiterter Instrumentalbegleitung, während die restlichen Sätze neu komponiert wurden oder umgearbeitet werden mussten. Zu Beginn des ersten, zweiten und vierten Faszikels schrieb Bach „J. J.“ (Jesu Juva, Jesus, hilf!), am Ende des Gloria „Fine DGl“ (Ende, Gott die Ehre) und ganz am Schluss hervorgehoben „DSGl“ (Deo soli Gloria, Gott allein die Ehre).
Handschriftenvergleiche legen nahe, dass Bach die Messe im Dezember 1749 vollendete. Bereits 1956 wies Friedrich Smend darauf hin, dass Carl Philipp Emanuel Bach an der Revision der Endgestalt beteiligt war. Weitere Details ergab eine Röntgenfluoreszenzanalyse, mit deren Hilfe die verschiedenen Revisionsphasen des Bachsohnes, die über einen längeren Zeitraum und unter Verwendung verschiedener Tintensorten erfolgten, deutlicher unterschieden werden konnten. Stellenweise ist das Manuskript durch Tintenfraß, mehrfache Fremdeinträge, ausradierte Stellen und Löcher stark beschädigt. Neuerdings wurde auch eine (geringe) Beteiligung des Bachsohnes Johann Christoph Friedrich für möglich gehalten, der Tempoangaben, erklärende Tabulaturbuchstaben und Textsilben in der Partitur nachgetragen haben könnte. Carl Philipp erbte das Autograph und bearbeitete insbesondere das Credo für eine Aufführung im Jahr 1786. Nach seinem Tod im Jahr 1788 wurde die Partitur nach mehreren Verkaufsversuchen 1805 von dem bekannten Musikschriftsteller, Verleger und Komponisten Hans Georg Nägeli aus Zürich erworben, der für 1818 einen Erstdruck ankündigte. Auf Umwegen gelangte die autographe Partitur 1856 an die Bach-Gesellschaft Leipzig, die sie ein Jahr später der Staatsbibliothek zu Berlin verkaufte (Handschrift P 180), die gegenwärtig 80 Prozent der Musikhandschriften Bachs verwahrt.

### Name

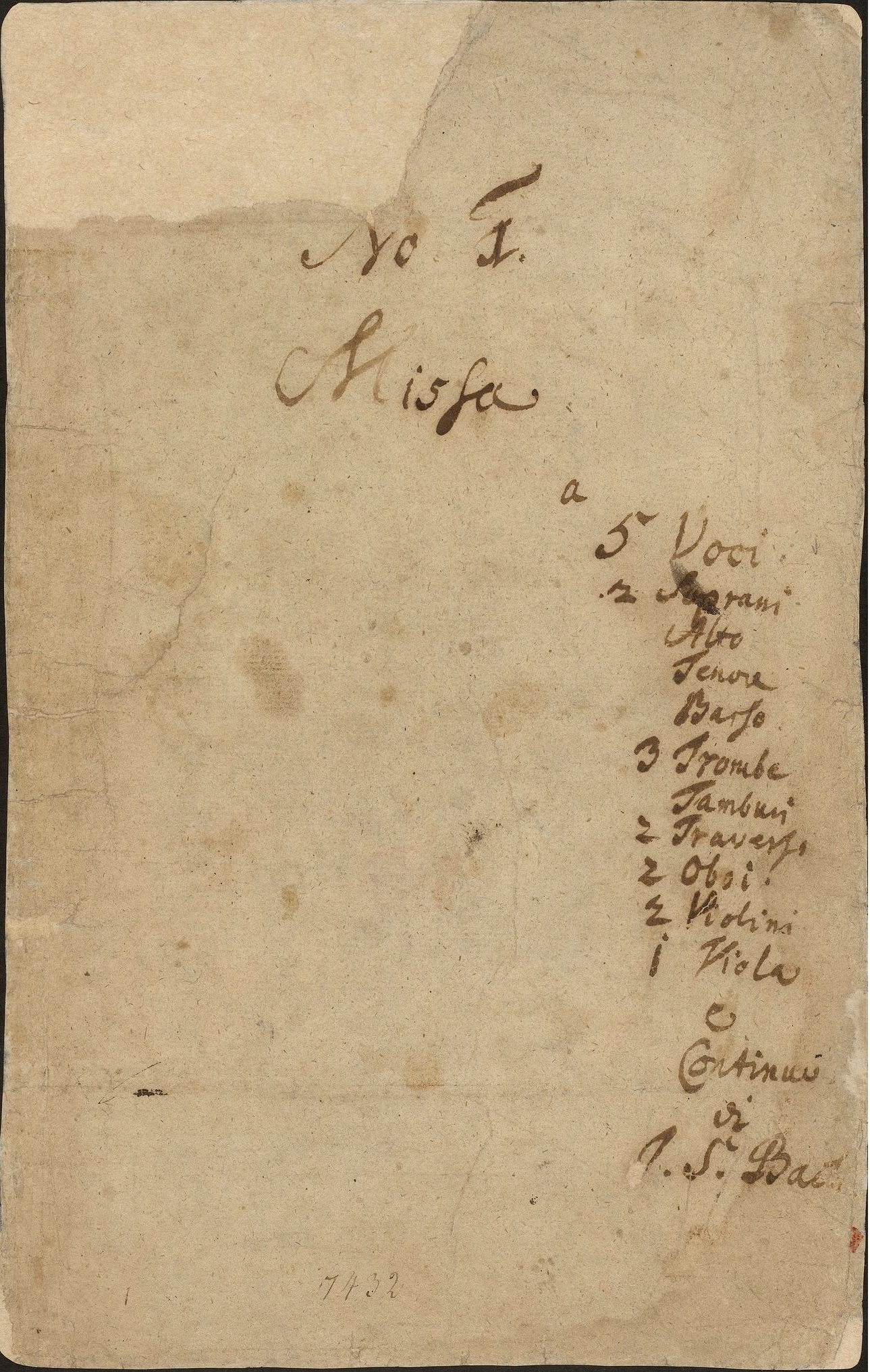
Autographes Titelblatt der Missa

Bach gab dem vollendeten Werk keinen Gesamttitel, sondern nummerierte und überschrieb die vier Faszikel. Im Nachlassverzeichnis von Carl Philipp Emanuel Bach (1790) wurde die h-Moll-Messe als „große catholische Messe“ bezeichnet. Ob diese Bezeichnung den Sprachgebrauch der Bachfamilie widerspiegelt oder nur aus Unkenntnis gewählt wurde, ist ungeklärt. Offensichtlich sollte die Messe durch das Attribut „große“ von Bachs kürzeren „Lutherischen“ Messen (Missae breves) unterschieden werden, während „catholisch“ nicht notwendig im konfessionellen Sinn zu verstehen ist, sondern Katholizität als Allgemeinheitsanspruch meint, wie es in der Phrase „una catholica ecclesisa“ im Nicäno-Konstantinopolitanum zum Ausdruck kommt. Allerdings hatte dieses Bekenntnis zur Einheit der Kirche in Sachsen auch eine latente Aktualität, seit Friedrich August I. 1694 zum römischen Katholizismus übergetreten war.
Der heute gebräuchliche Name h-Moll-Messe (auch: Messe in h-Moll) geht auf Carl Friedrich Zelter zurück, der ab 1811 Teile der Messe mit seiner Sing-Akademie einstudierte und zum Wegbereiter der Bach-Renaissance wurde. Die Tonartbezeichnung bezieht sich auf den Beginn des Werkes; tatsächlich stehen nur wenige weitere Sätze in h-Moll, die meisten hingegen in anderen Tonarten (wegen der Naturtrompeten überwiegend in der Paralleltonart D-Dur). Die drei Sätze des Kyrie stehen in h-Moll, D-Dur und fis-Moll, deren Grundtöne einen h-Moll-Akkord ergeben. Dies nimmt die harmonisch breit angelegte Gesamtkonzeption der Messe mit D-Dur als zentraler Tonart vorweg. Die von der Romantik geprägte Bezeichnung Hohe Messe wurde in Entsprechung zu Beethovens Missa solemnis vom Verleger Hermann Nägeli gebildet, der 1845 die erste gedruckte Gesamtausgabe verlegte: „Die Hohe Messe in H-moll von Joh. Seb. Bach nach dem Autographen gestochen“.

### Parodien
In der Bach-Forschung besteht Konsens, dass der größte Teil der Sätze nicht neu komponiert, sondern aus früheren Werken Bachs zusammengestellt und für die h-Moll-Messe teils eingreifend überarbeitet wurde. Allerdings sind nur von einigen Sätzen die Vorlagen bekannt. In der Originalpartitur heben sich die Abschriften von den Neukompositionen durch Reinschrift mit nur gelegentlichen Fehlerkorrekturen ab. Offensichtlich schrieb Bach in diesem Fall vertikal die Partitur durch alle Stimmen hindurch und notierte nicht wie üblich als erstes die grundlegenden Stimmen. Auf Grund von Transpositionsversehen lässt sich für das Kyrie in h-Moll (BWV 232I, Nr. 1) auf eine Vorlage in c-Moll schließen.
Bach komponierte zum Geburtstag des Kurprinzen zu Sachsen Friedrich Christian am 5. September 1733 die weltliche Kantate Drama per musica BWV 213 „Lasst uns sorgen, lasst uns wachen“ (Herkules auf dem Scheidewege). Diese Kantate diente später als Parodievorlage für Teile des Weihnachtsoratoriums (BWV 248, 1734/35). Auf der autographen Partitur von BWV 213 ist zu Nr. 11 eine vier Takte umfassende Skizze als Umarbeitung einer verschollenen Vorlage enthalten, die Bach zwar nicht für BWV 213 verwendete, dafür aber für das Duett Nr. 15 Et in unum Dominum aus dem Credo.
Die Textstruktur von BWV 193a Nr. 5 legt nahe, dass dieses Duett als Vorlage für das Domine Deus (BWV 232I, Nr. 8) diente. Die weltliche Kantate war eine Huldigungsmusik zum Namenstag des Kurfürsten Friedrich August I. am 3. August 1727. Zwischen 1743 und 1746 arbeitete Bach drei Sätze aus dem Gloria, nämlich Gloria in excelsis (Nr. 4), Domine Deus (Nr. 8) und Cum Sancto Spirito (Nr. 12) zur lateinischen Weihnachtsmusik Gloria in excelsis Deo, BWV 191 um.

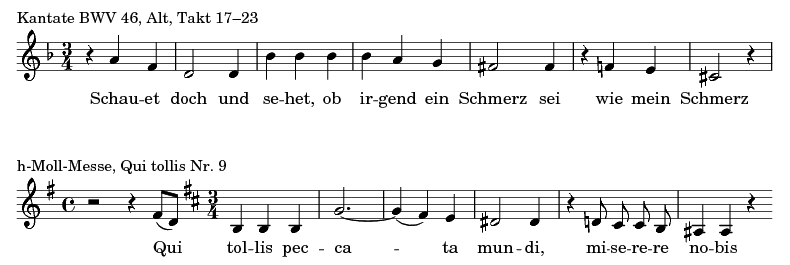
Rhythmisch-melodische Veränderungen beim Qui tollis (Nr. 9) gegenüber der Parodievorlage aus BWV 46/1 (oben)

Das Crucifixus geht auf einen Chorsatz der Kantate Weinen, Klagen, Sorgen, Zagen aus dem Jahr 1714 zurück, die Bach 35 Jahre zuvor komponiert hatte, es ist somit die älteste Vorlage der gesamten Messe. Wie bei den anderen Parodien nahm Bach zahlreiche Veränderungen vor. Der Satz wurde von f-Moll nach e-Moll transponiert, neu instrumentiert und komplementär zwischen den begleitenden Flöten und Streichern rhythmisiert. Statt der getragenen halben Noten im Ostinatobass erhöhen die hämmernden Viertelnoten die Expressivität. Gegenüber der Vorlage wurde die Melodieführung der Vokalstimmen in Takt 9 und 10 durch übermäßige Sekunden geschärft und aufgrund des kürzeren lateinischen Textes neu deklamiert. Schließlich wurden die Worte „et sepultus est“ (und begraben) mit einem neu komponierten Schluss versehen, in dem die Begleitstimmen verstummen. Bach modulierte nach G-Dur und leitete damit auf den nächsten Satz Et resurrexit über.
Nachdem in der Barockzeit das Parodieverfahren weithin üblich gewesen war und als Ehrenerweis geschätzt wurde, geriet es im 19. Jahrhundert in Misskredit, da die romantische Ästhetik das Originalgenie verehrte, das einzigartige und unvergleichliche Kunstwerke schuf. Erst in den letzten Jahrzehnten kam es zu einer Neubewertung der Parodien, die in Bachs vokalem Spätwerk keinen geringen Teil einnehmen, handelte es sich doch nicht um schlichtes Abschreiben mit neuer Textunterlegung, sondern um eine grundlegende Überarbeitung mit „äußerst scharfsinnigem und methodischem Vorgehen im Bearbeitungsprozeß“, der zu einer neuen musikalischen Gewichtung, einer Qualitätsverbesserung und einer sorgfältigen Einpassung in das Gesamtwerk führte.

### Aufführungen und Würdigung

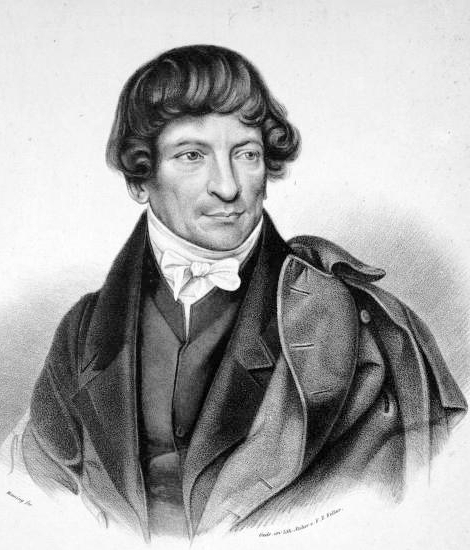
C. F. Rungenhagen führte wohl als erster die komplette Messe öffentlich auf, in zwei Teilen 1834 und 1835.

Dass die Missa von 1733 in der vorliegenden Form nicht für den Leipziger Gebrauch bestimmt war, zeigt die bezifferte Continuo-Stimme im Kammerton: In Leipzig waren die Kirchenorgeln im höheren Chorton gestimmt, so dass Bach für Leipziger Aufführungen immer eine transponierte Orgelstimme anfertigen ließ. Bach kannte die neue Orgel von Gottfried Silbermann in der Dresdner Sophienkirche von seinen Besuchen 1725 und 1731. Am 23. Juni 1733 wurde Bachs Sohn Wilhelm Friedemann als Organist an dieser Kirche bestellt.
Die große Anlage überschritt die Möglichkeiten der regulären lutherischen wie katholischen Liturgie und Bach erlebte selbst wohl nie eine Gesamtaufführung des Werkes. Vergleichbar mit den nur zweiteiligen Lutherischen Messen ist eine Aufführung der Missa an hohen kirchlichen Festtagen in den Leipziger Hauptgottesdiensten und am protestantischen Hofgottesdienst in Dresden jedoch vorstellbar und nicht ausgeschlossen. Nach Christoph Wolff ist auch eine zyklische Aufführung denkbar, die sich auf mehrere Sonn- und Feiertage erstreckte, vergleichbar mit dem Weihnachtsoratorium, das auf sechs Gottesdienste aufgeteilt wurde.
Der Mythos der h-Moll-Messe, der schon Jahre vor der spektakulären Wiederaufführung der Matthäus-Passion 1829 in Berlin unter Felix Mendelssohn Bartholdy einsetzte, wurde durch zwei musiktheoretische Schriften aus dem 18. Jahrhundert vorbereitet. Bereits im Jahr 1755 lobte der Bach-Schüler Christoph Nichelmann den „nachdrücklichen Effect“ des Werkes und druckte die vier ersten Takte des Kyrie als Beispiel ab. Nach Johann Philipp Kirnberger, der sich 1769 eine Abschrift des Autographs besorgte, ist das Crucifixus „voller Empfindung, Imitationen, Canons, Contrapuncte, und schönen Modulation“ (1777). Johann Friedrich Hering fertigte 1765 in Berlin eine Abschrift, weitere Kopien gelangten über Charles Burney nach London und Gottfried van Swieten nach Wien und an Joseph Haydn. Offensichtlich bemühte sich auch Beethoven um eine Abschrift.
Carl Friedrich Zelter, der in Berlin mit seiner Sing-Akademie 1811 verschiedene Teile und 1813 die gesamte Messe probte, pries sie als „das größte Kunstwerk das die Welt je gesehen hat“ (1811). Hans Georg Nägelis Einladung zur Subskription des Erstdrucks im Jahr 1818 trug den Titel Ankündigung des grössten musikalischen Kunstwerks aller Zeiten und Völker.
Zu einer ersten öffentlichen Aufführung in zwei Teilen kam es jedoch erst am 20. Februar 1834 (Teil 1) und am 12. Februar 1835 (Teil 2) unter Zelters Nachfolger Carl Friedrich Rungenhagen. In Wien und Frankfurt am Main wurden einige Teile der Messe um 1830 aufgeführt. In den Erinnerungen Louis Köhlers findet man den Hinweis auf eine Aufführung der Messe durch die Braunschweiger Sing-Akademie unter ihrem Leiter Friedrich Konrad Griepenkerl vielleicht in einem eher privat gehaltenen Rahmen. Man kann die Aufführung, deren genauer Zeitpunkt unbekannt ist, im Zeitraum von 1829 bis 1836 ansetzen.
In Frankfurt fand 1856 die erste öffentliche Gesamtaufführung statt, die der dortige Cäcilienverein veranstaltete. Grundlage bildete die im selben Jahr veröffentlichte Edition im Rahmen der Gesamtausgabe durch die Leipziger Bach-Gesellschaft. Der Riedelsche Gesangsverein führte das komplette Werk 1859 in der Leipziger Thomaskirche in deutscher Übersetzung auf.
Nach und nach etablierte sich die Messe im Konzertprogramm der großen Oratorienchöre. Bis zum Zweiten Weltkrieg erklang sie zehnmal auf dem deutschen Bach-Fest der Neuen Bachgesellschaft und wurde 47 mal von der Berliner Sing-Akademie aufgeführt. Auf dem ältesten Bachfest in Bethlehem (Pennsylvania) erklingt das Werk seit 1911 in ungebrochener Tradition Jahr für Jahr. Nach dem Zweiten Weltkrieg erlangte die Messe unter Bachs Großwerken den ersten Platz in der Häufigkeit der Aufführungen, noch weit vor der Matthäus-Passion.

## Besetzung

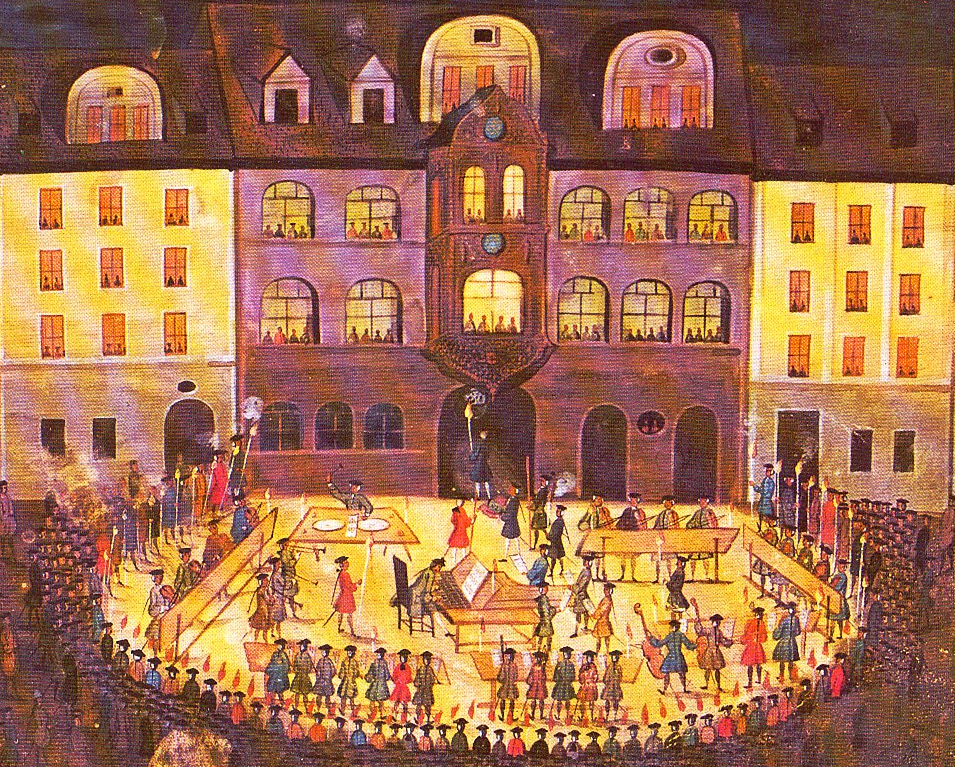
Öffentliches Konzert des Collegium musicum in Jena 1744 mit verschiedenen Instrumentengruppen, im Vordergrund die Sänger

Die h-Moll-Messe erfordert in ihrer letzten Fassung fünf Vokalsolisten (Sopran I/II, Alt, Tenor, Bass), vier-, fünf-, sechs- und achtstimmigen Chor sowie ein reich besetztes Orchester aus Blechbläsern (drei Trompeten, Pauken, ein Corno da caccia), Holzbläsern (zwei Traversflöten, drei Oboen, zwei Oboi d’amore, zwei Fagotte) und Streichern (Violine I/II, Viola) mit Basso continuo.
Das Orchester wird meist obligat behandelt und hat wesentlichen Anteil an Bachs inhaltlicher Deutung der Einzelsätze. In den beiden Kyriesätzen verzichtete Bach auf den Einsatz der Trompeten und führte im Kyrie Nr. 3 die Instrumente Colla parte. Hingegen sind vier von fünf Chorsätzen des folgenden Gloria durch die festliche Besetzung mit Trompeten und Pauken geprägt. Nur das Qui tollis peccata mundi (Nr. 9), in dem die Erniedrigung des Gottessohnes thematisiert wird und ein Bußruf erklingt, weist eine zarte Besetzung mit zwei Flöten und Streichern auf. Abwechslungsreich ist das Credo instrumentiert. Im Credo in unum Deum (Nr. 13) übernehmen zwei Violinen über der Sopranlage die beiden höchsten Stimmen der siebenstimmigen Fuge. Bach nahm im Et incarnatus est (Nr. 16) und im Crucifixus (Nr. 17) des Credo die Instrumentation zurück. Der fünfstimmige Chorsatz Confiteor Nr. 20 wird nur von der Continuogruppe getragen. In drei Chorsätzen (Nr. 14, 18, 21) erklingt dann wieder das Tutti mit der vollen Besetzung. Im Sanctus (Nr. 22) schrieb Bach sogar drei Oboen vor. Alle Arien weisen unterschiedliche Instrumentationen auf. Nur die erste und die letzte Arie (Duett Nr. 2 und Soloarie Nr. 26) werden von zwei Violinen mit Continuo begleitet.
Während im 19. Jahrhundert und in modernen Aufführungen, die in romantischer Tradition stehen, große Chöre auftreten, bevorzugt die historische Aufführungspraxis einen schlanken Klang mit wenigen Sängern pro Stimme. Nach Joshua Rifkin wurden Bachs große Vokalwerke lediglich mit einem aus Solostimmen bestehenden Chor aufgeführt, während Andrew Parrott solistische Chorstimmen in Fugen-Expositionen einsetzt und sie im Verlauf der Komposition mit wenigen weiteren Sängern ergänzt.

## Textvorlage

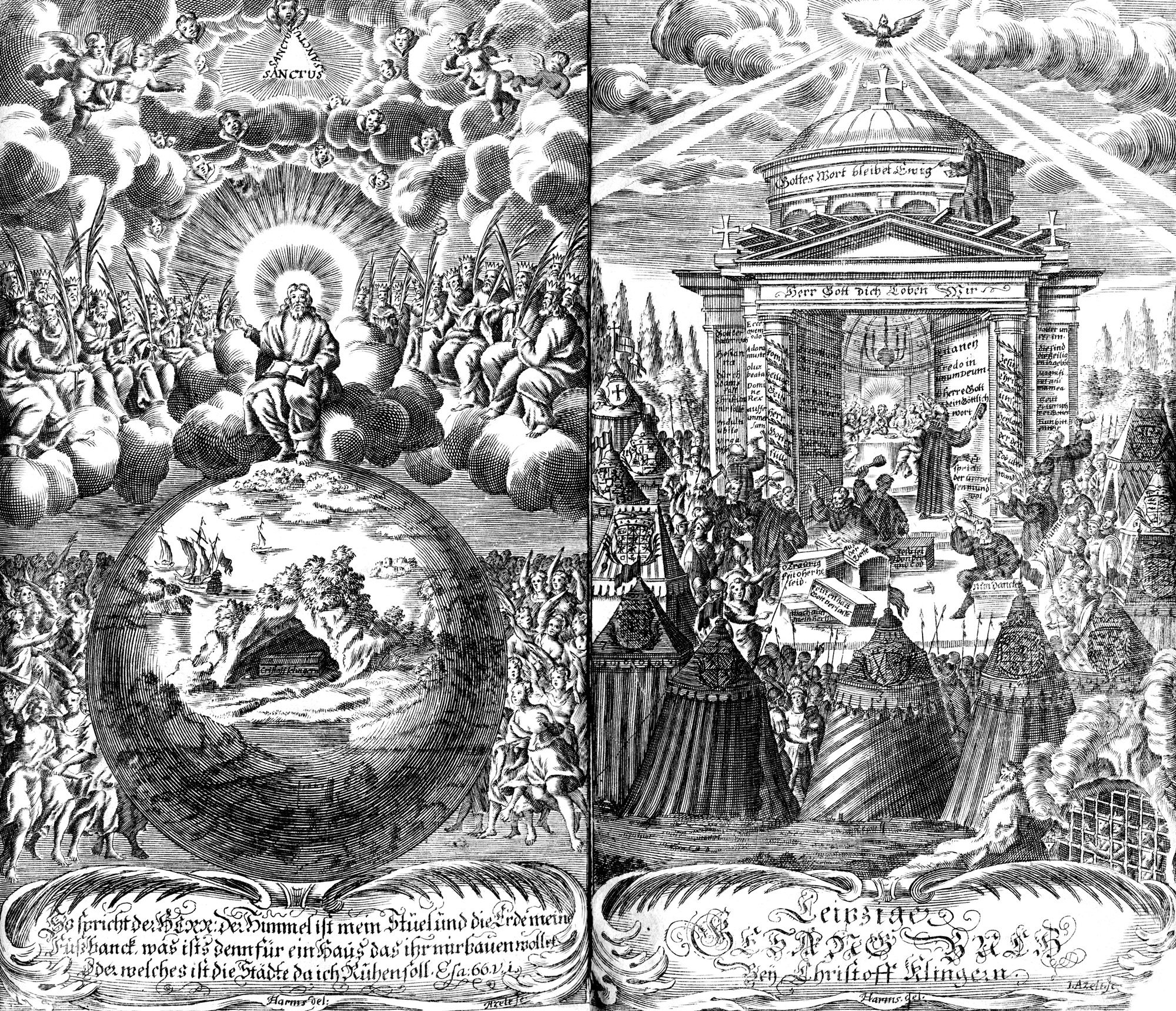
Titelkupfer des Neu Leipziger Gesangbuchs von Gottfried Vopelius, 1682

Als Vorlage der Texte und der Melodien diente Bach das aus der Alten Kirche stammende Ordinarium Missae in der Fassung des Neu Leipziger Gesangbuchs von Gottfried Vopelius (1682). Die Messe unterscheidet sich an zwei Stellen vom traditionellen katholischen Missale Romanum: Im Gloria ist nach „Domine, fili unigenite, Jesu Christe“ das Wort altissime eingefügt. Im Sanctus steht statt „gloria tua“ „gloria eius“, was dem Vulgata-Text von Jes 6,3  entspricht. Die Unterschiede sind keine lutherische Besonderheit, sondern entsprechen dem mittelalterlichen Graduale, wie es im 13. Jahrhundert im Leipziger Thomasstift entstanden war. Dazu passt, dass Bach im Confiteor (Nr. 20, Takt 92–117) der speziellen Cantus-firmus-Fassung des Thomas-Graduales folgte.

## Werkbeschreibung

### Missa
Traditionell ist das Kyrie dreiteilig angelegt: Zwischen den rahmenden Kyrieteilen steht das Christe, das Bach musikalisch deutlich von den beiden Kyriesätzen absetzte. Das eröffnende Kyrie hebt mit einer dreifachen Anrufung an, der nach einem Orchesterritornell eine fünfstimmige Chorfuge in h-Moll folgt. Bachs Zeitgenossen Johann Mattheson zufolge ist h-Moll „bizarre, unlustig und melancholisch“. In beiden vokalen Durchführungen erklingt das Thema in beiden Sopranen zweimal. Während die Instrumente zunächst unabhängig erklingen, spielen sie im weiteren Verlauf bei den Chorstimmen mit. Im Kyrie I verschmelzen fugatische mit Ritornell-Elementen auf eigentümliche Weise. Das Christe vertonte Bach als Duett in freundlichem D-Dur und wählte die moderne Form eines Opernduetts. Bei Bach ist die Besetzung mit zwei Sopranen ohne Parallele, sie schien ihm aber besonders geeignet, die trinitarische Wesensgleichheit und doch Verschiedenheit von Gott dem Vater und Christus dem Sohn abzubilden. Das zweite Kyrie ist eine strenge vierstimmige Chorfuge im Stile antico, in der die Instrumente die Vokalstimmen colla parte unterstützen. Sein Thema enthält 14 Noten, die dem numerologischen Wert von BACH entsprechen (B = 2, A = 1, C = 3, H = 8).
Dem Gloria liegen textlich der Lobgesang der Engel von Bethlehem (Lk 2,14 ) und das altkirchliche Laudamus zugrunde. Alle fünf Vokalsolisten werden mit Arien bedacht, drei Soloarien für Sopran II, Alt und Bass sowie ein Duett für Sopran I und Tenor (Nr. 8). Im Eröffnungschor Nr. 4 erklingen zum ersten Mal Trompeten und Pauken, die im strahlenden D-Dur auf die Majestät des himmlischen Königs weisen, unterstrichen durch den schnellen Dreiertakt, die gebrochenen Dur-Dreiklänge und die Oktavsprünge im Bass. D-Dur ist nach Mattheson „von Natur etwas scharff und eigensinnig; zum Lermen / lustigen / kriegerischen / und auffmunternden Sachen wol am allerbequemsten“. Fugierte Einsätze wechseln mehrmals mit Tutti-Abschnitten ab. Der Affekt wechselt unvermittelt beim Übergang zu Nr. 5, wo der Friede auf Erden vertont wird. Im ruhigen 4/4-Takt überwiegen Moll-Tonarten, Synkopen mit paarweisen Achteln und lange Orgelpunkte, die den irdischen Frieden hörbar werden lassen. Im Verlauf der beiden fugatischen Durchführungen setzen die Trompeten erst ab Takt 38 wieder ein. Der von reichen Modulationen beherrschte Satz findet nur zwischenzeitlich und in den letzten Takten zum anfänglichen D-Dur zurück. Die Soloarie Nr. 6 Laudamus te für Sopran II und Solovioline ist eine modifizierte Da-capo-Arie, die mit ihren langen Melismen, reichen Verzierungen und hohen Lagen ausgesprochen virtuos konzipiert ist. Das Gratias Nr. 7, eine Doppelfuge im Stile antico mit Colla-parte-Führung der Instrumente, konnte aufgrund des gleichbedeutenden Textes (Wir danken dir) direkt aus der Vorlage BWV 29 übernommen werden. Im letzten Drittel treten die Trompeten durch ihre obligate Stimmbehandlung hervor.
Vergleichbar dem Christe Nr. 2 setzte Bach beim Domine Deus Nr. 8, das die ersten beiden Personen der Gottheit preist, ein Duett ein. Während in der einen Stimme die erste Textzeile über den allmächtigen Vater vertont wird, singt die andere Stimme in kanonischer Imitation die zweite Textzeile, die vom eingeborenen Sohn handelt: in den ersten 30 Takten in der Quarte oder Quinte, in den folgenden 30 Takten in der Oktave und im dritten Teil synchron in Terzen auf demselben Text vereint (Domine Deus, Agnus Dei, Filius Patris). Das Qui tollis Nr. 9 (der du trägst die Sünde der Welt) vermittelt mit der Tonart h-Moll, den absteigenden Moll-Dreiklängen, dem Lamento-Takt im langsamen Dreier, den häufigen verkürzten Dominantseptnonakkorden, den sich reibenden Dissonanzen und den leiterfremden Tönen (die Figur der Pathopoeia) einen schmerzhaften Eindruck. In allen drei Teilen der Altarie Nr. 10 Qui sedes vertonte Bach jeweils den kompletten Text des Qui sedes.
Singulär bei Bach ist die Instrumentierung der Arie Quoniam (Nr. 11) in modifizierter Da-capo-Form, in der der Bass von drei tiefen Instrumentalstimmen, zwei Fagotten und dem Basso continuo begleitet wird. Aus diesem tiefen Quartett hebt sich das Corno da caccia (Jagdhorn) deutlich ab und symbolisiert die überragende Majestät des Gottessohnes (du allein der Höchste). Der abschließende fünfstimmige Chor Nr. 12 Cum Sancto Spiritu ist eine krönende Abschluss-Doxologie des gesamten Gloria, die durch den mehrfachen Wechsel von virtuosen fugatischen Elementen und lang ausgehaltenen, homophonen Akkorden (auf dem Wort patris) belebt wird.

### Credo

Symmetrische Architektur des Credo

Das Credo ist das mittlere der fünf Teile und das Herzstück der Messe. Barocken Bauformen entsprechend ist es symmetrisch aufgebaut. Zu Beginn und am Ende stehen je zwei eng miteinander verbundene und im Zentrum drei Chorsätze (Nr. 16–18) zur Menschwerdung, Kreuzigung und Auferstehung Christi (2 – 1 – 3 – 1 – 2), dazwischen als Nr. 15 ein Duett und als Nr. 19 eine Soloarie. Der Eröffnungschor Nr. 13 ist als strenge, siebenstimmige Fuge über eine gregorianische Melodie aus sieben Noten gestaltet, deren beide oberste Stimmen von den Violinen übernommen werden, während das Continuo in Viertelnoten den Tonraum von zwei Oktaven durchläuft. In drei Durchgängen ist 17-mal das Thema zu hören, das am Schluss mit einer Augmentation und mehrfachen Engführungen besonders kunstvoll verarbeitet wird. Neben der Zahlensymbolik mit der Sieben als Zahl der Fülle spiegelt der Satz die Ordnung und Macht des Schöpfers wider, der über Zeit und Ewigkeit verfügt. Das Patrem omnipotentem ist eine konzertante Fuge. Bach gab am Satzende die Taktzahl 84 an (12×7). 49-mal (7×7) erklingt das Wort Credo, 84-mal das Patrem omnipotentem.

Et in unum: unterschiedliche Artikulation bei den Instrumenten (oben), kanonische Stimmführung der beiden Solisten (unten)

Im zweiten Glaubensartikel des Nicänums werden Person und Werk Christi entfaltet. In der ersten Version fiel die Vertonung des Textes vom Et incarnatus est unter die vorangehende Arie Et in unum Dominum. Bach komponierte dann ein eigenes Chorstück, das er auf einem neuen Blatt in das Manuskript einfügte. Die Arie Nr. 15 wurde schließlich mit neuem Text unterlegt und der Melodieverlauf angepasst. Schon Philipp Spitta deutete die kanonische Stimmführung bei den Worten et in unum Dominum bei unterschiedlicher Phrasierung (Stakkato neben Legato) theologisch auf das enge Verhältnis von Vater und Sohn, die beide wesensgleich, aber nicht identisch sind: „Die Absicht dieses consequent durchgeführten Verfahrens kann nur sein, die imitirende Stimme schon im Gleichklange durch einen etwas verschiedenen Ausdruck von der andern abzuheben, also selbst hier bereits eine gewisse persönliche Verschiedenheit in der Wesenseinheit anzudeuten.“

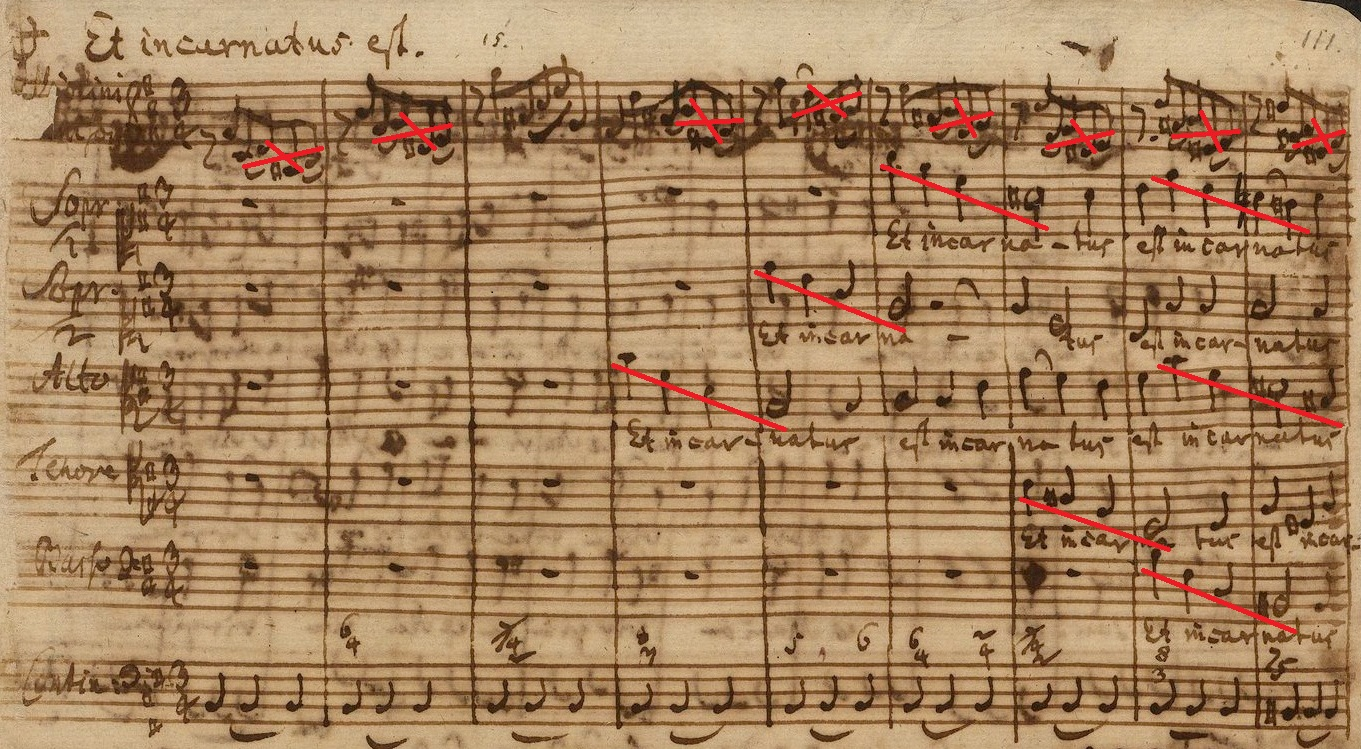
Im Et incarnatus Kreuzmotivik in den Streichern und absteigende Akkorde in den Singstimmen (rot markiert)

Im Incarnatus (Nr. 16) beschreiben die Singstimmen die Kondeszendenz Christi durch absteigende Moll-Dreiklänge, Sept- und Nonenakkord, die fugatisch auf regelwidrige Weise geführt werden. Wahrscheinlich handelt es sich um Bachs letzte Vokalkomposition überhaupt (Ende 1749 oder in den ersten Wochen des Jahres 1750). Währenddessen malen die Violinen unablässig ein Kreuzmotiv und erinnern, dass die leidvolle Erniedrigung Christi mit der Menschwerdung ihren Anfang nimmt und schon auf die Kreuzigung hinweist. Demgegenüber werden die Worte „von der Jungfrau Maria und Mensch geworden ist“ kontrastierend mit aufsteigenden Bewegungen dargestellt. Das Crucifixus (Nr. 17) ist eine Chor-Passacaglia, in der das Continuo zwölfmal eine chromatisch absteigende Quarte durchläuft (Passus duriusculus). Bach wählte als Tonart e-Moll, das nach Mattheson „tieffdenckend / betrübt und traurig zu machen pfleget / doch so / daß man sich noch dabey zu trösten hoffet.“ Die überraschende Wende geschieht beim 13. Mal bei den Worten „et sepultus est“ (und begraben), wenn bei der Grablegung in die parallele Dur-Tonart moduliert wird, die begleitenden Streicher und Flöten verstummen und der Satz in der Grabesstille (piano) endet. Wirkungsvoll folgt mit dem vollen Orchester, den Holzbläsern, Pauken und Trompeten das Et resurrexit (Nr. 18) in der Form eines festlich-doxologischen Konzertsatzes. Die Vokalstimmen werden dabei wie Instrumente geführt und müssen lange Melismen, fanfarenartige Dreiklangsbrechungen, virtuose Triolen und Spitzentöne singen (im Sopran bis zum hohen h2).
Der dritte Glaubensartikel handelt vom Heiligen Geist als dritter Person der Trinität. Dem trägt die dreiteilige Arie Et in Spiritum Sanctum (Nr. 19) mit einem schwingenden Dreierrhythmus im 6/8-Takt und der überhöhten Dominant-Tonart A-Dur (mit drei Kreuz-Vorzeichen) Rechnung. Der sich anschließende A-cappella-Chor Confiteor (Nr. 20) ist eine Doppelfuge mit kontrapunktischem Continuo. Der fünfstimmige Chorsatz greift wie der Eröffnungschor Nr. 13 archaisierend eine gregorianische Melodie auf, die ab Takt 73 im Alt und Bass als Quintkanon in halben und ab Takt 92 im Tenor in ganzen Noten erscheint. Wirkungsvoll erklingen die Worte „et expecto“ am Ende des Chorsatzes zunächst in einem Adagio. In gewagten Harmonien und ungewöhnlichen chromatisch-enharmonischen Modulationen werden alle Tonarten des Quintenzirkels bis Es-Dur und Gis-Dur durchschritten. Mit einem Tutti-Orchester schließt das Credo Vivace e Allegro als feierliche Doxologie mit einer konzertanten Fuge (Nr. 21). Bach stellte auf diese Weise das Leiden in dieser Welt der erwarteten himmlischen Herrlichkeit gegenüber. Der abrupte Schlussakkord, der nur eine Viertelnote umfasst und auf den eine auskomponierte Pause folgt, bereitet auf den nächsten Teil vor.

### Sanctus

Beginn des Sanctus

Während die meisten Chöre fünfstimmig angelegt sind, hebt sich das sechsstimmige Sanctus Nr. 22 (zwei Sopran-, zwei Alt- und zwei Männerstimmen) mit der Erweiterung auf drei Oboen ab und verweist auf die Vorlage von 1724. Im Autograph hat Bach den Hinweis angebracht: „Die Parteyen [Stimmen] sind in Böhmen bey Graff Sporck“. Bach änderte die ursprüngliche Chorbesetzung (drei Soprane, Alt, Tenor und Bass) ab. Das Sanctus steht im majestätischen D-Dur und versinnbildlicht mit Pauken und Trompeten sowie der allgegenwärtigen Dreier-Symbolik die himmlische Welt: Der langsame erste Teil im 4/4-Takt wird von Triolenketten beherrscht, dem sich das Pleni sunt coeli et terra im 3/8-Takt anschließt. In der Art mehrchörigen Musizierens wetteifern ständig wechselnde Gruppen aus dem sechsstimmigen Chor, den drei Trompeten, drei Oboen und drei Streichern miteinander. Auf die Worte Sanctus erklingen drei verschiedene Rhythmen gleichzeitig. Der dreifache Sanctus-Ruf veranschaulicht die sich antiphonal zusingenden Engelchöre des Trisagion aus (Jes 6,3 ). Die langsam in Sekundschritten absteigenden Oktavsprünge im Bass verleihen dem ersten Teil seinen majestätischen Charakter. Nach Walter Blankenburg ist das Sanctus „nicht nur einer der Höhepunkte des gesamten Werkes, sondern gehört zum geheimnisvoll Erhabensten, was je an Musik geschaffen worden ist“.

### Osanna bis Dona nobis pacem
Der Wechselgesang wird im Osanna Nr. 23 aufgegriffen, das im schnellen Tempo das Gotteslob in einem achtstimmigen Doppelchor weiterführt. Der Satz ist als virtuose Fuga konzertierend gestaltet und gewinnt durch die kraftvollen Unisono-Akklamationen seine Monumentalität. Das insgesamt 20-stimmige Osanna steht mit der nur von einer zarten Flötenstimme begleiteten Tenor-Arie des Benedictus Nr. 24 in starkem Kontrast, das Osanna wird anschließend wiederholt. Auch eine Violine wäre in der Arie einsetzbar, da Bach kein Instrument vorschreibt und die Vorlage nicht bekannt ist.
Die Vorlage der Alt-Arie Agnus Dei Nr. 26 ist mit ihren chromatisch absteigenden Halbtonschritten thematisch-motivisch mit dem Fugenthema des ersten Kyrie verwandt und wurde möglicherweise deshalb für den letzten Teil der Messe ausgewählt, um eine übergreifende Klammer um das Gesamtwerk zu bilden. Tonartlich fällt das g-Moll aus der Messe heraus, kann jedoch als Moll-Subdominante zum zentralen D-Dur auf die tiefe Erniedrigung des Gottessohnes gedeutet werden. Dies wird unterstützt durch expressive Melodieführung mit fallenden Figuren im Alt und in der Violine, dem Saltus duriusculus. In Takt 34 befindet sich in der Messe die einzige Fermate inmitten eines Satzes, die zur Meditation über den Kreuzestod des Gotteslammes einlädt. Das die Messe beschließende Dona nobis pacem greift auf das Gratias Nr. 7 aus dem Gloria-Teil zurück, verknüpft beide Teile miteinander und verleiht der Bitte um Frieden auf diese Weise den Charakter eines Dankliedes. Indem Bach beim zweiten Thema die Wortreihenfolge umdrehte („pacem dona nobis“), erhält das Wort Frieden ein besonders starkes Gewicht.

Zweites Fugenthema des Dona nobis pacem mit vorangestelltem „pacem“

## Bedeutung
Bachs einzige Missa tota ist sein letztes Chorwerk und zugleich sein umfangreichstes lateinisches Kirchenwerk. Sie steht in der Tradition der konzertanten Orchestermesse (Missa concertata), ist aber größer dimensioniert und reicher besetzt als ihre Vorgänger. Zudem unterscheidet sich die h-Moll-Messe von ihren Vorläufern durch die Behandlung des Instrumentariums, dem nicht nur eine begleitende Rolle zukommt, sondern das einen eigenständigen Beitrag zur theologisch-symbolischen Deutung des Messetextes leistet. Neben kreativen Neukompositionen beinhaltet sie umfangreiche Überarbeitungen früherer Sätze, die Bach offensichtlich für seine gelungensten Werke hielt, und vereint diese zu einem „opus ultimum“. Trotz der Unterschiedlichkeit des Materials, der langen Entstehungszeit und der Vielfalt archaischer, traditioneller und moderner Formen und Stilmittel gelang es Bach, einen in sich geschlossenen Vokalzyklus von hoher Aussagekraft zu schaffen. Beherrscht wird die Messe von einer durchgängigen kontrapunktischen Dichte, die sich insbesondere in kunstvollen Chorfugen niederschlägt. Aufgrund des „höchsten Niveaus technischer Meisterschaft auf allen Ebenen“ kann die h-Moll-Messe als „musikalisches Vermächtnis“ und Zusammenfassung seines Vokalwerks bezeichnet werden.
Anders als die Kantaten, die dialogisch auf Kontemplation angelegt sind und das subjektiv-affektive Element im Hörer ansprechen, und anders als die Passionen, die auf eine dramatische Vergegenwärtigung abzielen, ist die h-Moll-Messe von Objektivität, Abstraktion und Universalität gekennzeichnet. Dies ist zum einen durch den lateinischen liturgischen Text bedingt, der die allgemeingültigen überkonfessionellen Heilsaussagen zusammenfasst und durch die Sprache die internationale Beliebtheit der h-Moll-Messe erleichterte. Zum anderen ist im Bereich christlicher Musik die Messe die traditionellste musikalische Vokalgattung überhaupt. Bach trug dem besonders in den Chorsätzen durch eine retrospektive Komponierweise Rechnung, indem er im Stile antico an die klassische Vokalpolyphonie anknüpfte und vielfältig Graduale-Melodien des Gregorianischen Chorals aufgriff.
Die hohe Wertschätzung der Messe spiegelt sich seit dem 19. Jahrhundert in zahlreichen superlativischen Beschreibungen und der Bezeichnung als „Hohe Messe“ wider. Der Bach-Biograph Philipp Spitta urteilte 1880: „Von Bachs Compositionen könnte alles verloren gehen, die H moll-Messe allein würde bis in unabsehbare Zeit von diesem Künstler zeugen, wie mit der Kraft einer göttlichen Offenbarung.“ Im Gegensatz zu anderen Vokalwerken Bachs, den Kantaten, Oratorien und Passionen, die nach seinem Tod für fast 100 Jahre weitgehend in Vergessenheit gerieten, stand die h-Moll-Messe in hohem Ansehen und genoss einen legendären Ruf. Der Musikwissenschaftler Friedrich Blume hielt sie für „eines der eindrucksvollsten Zeugnisse, das die Geschichte kennt, für jenen überkonfessionellen und gesamteuropäischen Geist, der die Musik am Ausgang des Barockzeitalters durchdrungen hat“. Heute gehört die etwa zweistündige, anspruchsvolle Messe zum Standard-Repertoire professioneller Chöre und wird von den großen Bachwerken weltweit am häufigsten aufgeführt. Im Oktober 2015 wurde ihr Autograph in das Weltdokumentenerbe der UNESCO aufgenommen.

## Übersicht
Bach gliederte das fünfteilige Ordinarium in vier separat geheftete Teile. Die 27 einzelnen aufeinander folgenden Sätze bestehen aus 18 Chören und 9 Arien. Die Arien sind in der Tabelle blau unterlegt.
Die Nummerierung in der ersten Spalte erfolgt entsprechend dem Bach-Werke-Verzeichnis (BWV) und dem Bach-Compendium (BC). In der zweiten Spalte ist die Zählung der Neue Bach-Ausgabe angegeben.
| Nr. | NBA | Satz                                            | Tonart                                          | Takt                                            | Sänger                                          | Instrumentation                                                                                           | Parodievorlage                                                                        | Bemerkungen                                     | Incipit                                         |
| --- | --- | ----------------------------------------------- | ----------------------------------------------- | ----------------------------------------------- | ----------------------------------------------- | --- | ------------------------------------------------------------------------------------- | ----------------------------------------------- | ----------------------------------------------- |
| 0I  | 0I  | Missa                                           | Missa                                           | Missa                                           | Missa                                           | Missa | Missa                                                                                 | Missa                                           | Missa                                           |
| 01  | 01  | Kyrie eleison                                   | h-Moll                                          | 4/4                                             | Coro (SSATB)                                    | 2 Traversflöten, 2 Oboi d’amore, Fagott, Violine I, II, Viola, Continuo                                   | Kyrie in c-Moll (?)                                                                   |                                                 |                                                 |
| 02  | 02  | Christe eleison                                 | D-Dur                                           | 4/4                                             | Soprano I, II solo                              | Violine I, II, Continuo                                                                                   | Vorlage vermutet                                                                      |                                                 |                                                 |
| 03  | 03  | Kyrie eleison                                   | fis-Moll                                        | 4/2                                             | Coro (SATB)                                     | 2 Traversflöten, 2 Oboi d’amore, Fagott, Violine I, II, Viola, Continuo                                   |                                                                                       |                                                 |                                                 |
| 04  | 04  | Gloria in excelsis                              | D-Dur                                           | 3/8                                             | Coro (SSATB)                                    | 3 Trompeten, Pauken, 2 Traversflöten, 2 Oboen, Fagott, Violine I, II, Viola, Continuo                     | Vorlage vermutet                                                                      | Parodievorlage für BWV 191/1                    |                                                 |
| 05  | 05  | Et in terra pax                                 | D-Dur                                           | 4/4                                             | Coro (SSATB)                                    | 3 Trompeten, Pauken, 2 Traversflöten, 2 Oboen, Fagott, Violine I, II, Viola, Continuo                     | Vorlage vermutet                                                                      | attacca, Parodievorlage für BWV 191/1           |                                                 |
| 06  | 06  | Laudamus te                                     | A-Dur                                           | 4/4                                             | Soprano II solo                                 | Violine solo, Violine I, II, Viola, Continuo                                                              | Vorlage vermutet                                                                      |                                                 |                                                 |
| 07  | 07  | Gratias agimus tibi                             | D-Dur                                           | 4/2                                             | Coro (SATB)                                     | 3 Trompeten, Pauken, 2 Traversflöten, 2 Oboen, Fagott, Violine I, II, Viola, Continuo                     | BWV 29/2 (1731)                                                                       | wie Dona nobis pacem (Nr. 27)                   |                                                 |
| 08  | 08  | Domine Deus                                     | G-Dur                                           | 4/4                                             | Soprano I, Tenore solo                          | Traversflöte, Violine I, II, Viola, Continuo                                                              | möglicherweise BWV 193a/5 (Musik verschollen)                                         | Parodievorlage für BWV 191/2                    |                                                 |
| 09  | 09  | Qui tollis peccata mundi                        | h-Moll                                          | 3/4                                             | Coro (SATB)                                     | 2 Traversflöten, Violine I, II, Viola, Violoncello, Continuo                                              | BWV 46/1 (1723)                                                                       |                                                 |                                                 |
| 10  | 10  | Qui sedes ad dextram Patris                     | h-Moll                                          | 6/8                                             | Alto solo                                       | Oboe d’amore, Violine I, II, Viola, Continuo                                                              | Vorlage vermutet                                                                      |                                                 |                                                 |
| 11  | 11  | Quoniam tu solus sanctus                        | D-Dur                                           | 3/4                                             | Basso solo                                      | Cornu da caccia, 2 Fagotte, Continuo                                                                      | Vorlage vermutet                                                                      |                                                 |                                                 |
| 12  | 12  | Cum Sancto Spiritu                              | D-Dur                                           | 3/4                                             | Coro (SSATB)                                    | 3 Trompeten, Cornu da caccia, Pauken, 2 Traversflöten, 2 Oboen, 2 Fagotte, Violine I, II, Viola, Continuo |                                                                                       | Parodievorlage für BWV 191/3                    |                                                 |
| 0II | 0II | Credo                                           | Credo                                           | Credo                                           | Credo                                           | Credo | Credo                                                                                 | Credo                                           | Credo                                           |
| 13  | 1   | Credo in unum Deum                              | A-Mixolydisch                                   | 4/2                                             | Coro (SSATB)                                    | Violine I, II, Continuo                                                                                   |                                                                                       |                                                 |                                                 |
| 14  | 2   | Patrem omnipotentem                             | D-Dur                                           | 2/2                                             | Coro (SATB)                                     | 3 Trompeten, Pauken, 2 Oboen, Violine I, II, Viola, Continuo                                              | verschollenes Urbild zu BWV 171/1 (1729 oder 1737)                                    |                                                 |                                                 |
| 15  | 3   | Et in unum Dominum                              | G-Dur                                           | 4/4                                             | Soprano I, Alto solo                            | 2 Oboi d’amore, Violine I, II, Viola, Continuo                                                            | verschollenes Duett, das bereits 1733 für BWV 213/11 als Parodievorlage dienen sollte | 2 Varianten                                     |                                                 |
| 16  | 4   | Et incarnatus est                               | h-Moll                                          | 3/4                                             | Coro (SSATB)                                    | Violine I, II, Continuo                                                                                   |                                                                                       |                                                 |                                                 |
| 17  | 5   | Crucifixus                                      | e-Moll                                          | 3/2                                             | Coro (SATB)                                     | 2 Traversflöten, Violine I, II, Viola, Continuo                                                           | BWV 12/2 (1714)                                                                       |                                                 |                                                 |
| 18  | 6   | Et resurrexit                                   | D-Dur                                           | 3/4                                             | Coro (SSATB)                                    | 3 Trompeten, Pauken, 2 Traversflöten, 2 Oboen, Violine I, II, Viola, Continuo                             | vermutlich BWV Anh. 9/1                                                               |                                                 |                                                 |
| 19  | 7   | Et in Spiritum Sanctum                          | A-Dur                                           | 6/8                                             | Basso solo                                      | 2 Oboi d’amore, Continuo                                                                                  | Vorlage vermutet                                                                      |                                                 |                                                 |
| 20  | 8   | Confiteor                                       | fis-Moll                                        | 2/2                                             | Coro (SSATB)                                    | Continuo                                                                                                  |                                                                                       |                                                 |                                                 |
| 21  | 9   | Et expecto                                      | D-Dur                                           | 2/2                                             | Coro (SSATB)                                    | 3 Trompeten, Pauken, 2 Traversflöten, 2 Oboen, Violine I, II, Viola, Continuo                             | BWV 120/2 (1729)                                                                      |                                                 |                                                 |
| III | III | Sanctus                                         | Sanctus                                         | Sanctus                                         | Sanctus                                         | Sanctus                                                                                                   | Sanctus                                                                               | Sanctus                                         | Sanctus                                         |
| 22  | –   | Sanctus                                         | D-Dur                                           | 4/4; 3/8                                        | Coro                                            | 3 Trompeten, Pauken, 3 Oboen, Violine I, II, Viola, Continuo                                              | BWV 232III (1724)                                                                     |                                                 |                                                 |
| IV  | IV  | Osanna, Benedictus, Agnus Dei, Dona nobis pacem | Osanna, Benedictus, Agnus Dei, Dona nobis pacem | Osanna, Benedictus, Agnus Dei, Dona nobis pacem | Osanna, Benedictus, Agnus Dei, Dona nobis pacem | Osanna, Benedictus, Agnus Dei, Dona nobis pacem                                                           | Osanna, Benedictus, Agnus Dei, Dona nobis pacem                                       | Osanna, Benedictus, Agnus Dei, Dona nobis pacem | Osanna, Benedictus, Agnus Dei, Dona nobis pacem |
| 23  | 1   | Osanna in excelsis                              | D-Dur                                           | 3/8                                             | Coro (SATBSATB)                                 | 3 Trompeten, Pauken, 2 Traversflöten, 2 Oboen, Violine I, II, Viola, Continuo                             | vermutlich BWV Anh. 11/1 (1732)                                                       | → BWV 215/1                                     |                                                 |
| 24  | 2   | Benedictus                                      | h-Moll                                          | 3/4                                             | Tenore solo                                     | Traversflöte (oder Violine), Continuo                                                                     | Vorlage vermutet                                                                      |                                                 |                                                 |
| 25  | 3   | Osanna repetatur                                | D-Dur                                           | 3/8                                             | Coro (SATBSATB)                                 | 3 Trompeten, Pauken, 2 Traversflöten, 2 Oboen, Violine I, II, Viola, Continuo                             | wie Nr. 23                                                                            | Wiederholung von Nr. 23                         |                                                 |
| 26  | 4   | Agnus Dei                                       | g-Moll                                          | 4/4                                             | Alto solo                                       | Violine I, II, Continuo                                                                                   | vermutlich BWV Anh. 196/3 (1725), BWV 11                                              |                                                 |                                                 |
| 27  | 5   | Dona nobis pacem                                | D-Dur                                           | 4/2                                             | Coro (SATB)                                     | 3 Trompeten, Pauken, 2 Traversflöten, 2 Oboen, Violine I, II, Viola, Continuo                             | BWV 29/2 (1731)                                                                       | wie Gratias agimus tibi (Nr. 7)                 |                                                 |

## Aufnahmen/Tonträger (Auswahl)
Die Liste enthält eine Auswahl einflussreicher Aufnahmen und berücksichtigt insbesondere die gegenwärtig im Handel erhältlichen Tonträger.

### Auf modernen Instrumenten
- Hermann Scherchen, Wiener Akademie-Kammerchor, Wiener Symphoniker; Solisten: Emmy Loose, Hilde Ceska, Gertrud Burgsthaler-Schuster, Anton Dermota, Alfred Poell. Westminster, 1950.

- Karl Richter, Münchener Bach-Chor & Orchester; Solisten: Maria Stader, Hertha Töpper, Ernst Haefliger, Kieth Engen, Dietrich Fischer-Dieskau. Deutsche Grammophon, 1961.
- Herbert von Karajan, Wiener Singverein, Berliner Philharmoniker; Solisten: Gundula Janowitz, Christa Ludwig, Peter Schreier, Robert Kerns, Karl Ridderbusch. Deutsche Grammophon, 1973/1974.
- Peter Schreier, Rundfunkchor Leipzig, Neues Bachisches Collegium Musicum; Solisten Lucia Popp, Carolyn Watkinson, Siegfried Lorenz, Theo Adam. Berlin, 1981.
- Karl-Friedrich Beringer, Windsbacher Knabenchor, Deutsche Kammerakademie; Solisten: Christine Schäfer, Ingeborg Danz, Markus Schäfer, Thomas Quasthoff. Rondeau, 1994.
- Georg Christoph Biller, Thomanerchor, Gewandhausorchester; Solisten: Ruth Holton, Matthias Rexroth, Christoph Genz, Klaus Mertens. EuroArts, 2001.
- Herbert Blomstedt, Dresdner Kammerchor, Gewandhausorchester Leipzig; Solisten: Christina Landshamer, Elisabeth Kulman, Wolfram Lattke, Luca Pisaroni. Accentus, 2017.
- Helmuth Rilling: Gächinger Kantorei Stuttgart, Bach-Collegium Stuttgart; Solisten: Marlis Petersen, Stella Doufexis, Anke Vondung, Lothar Odinius. Hänssler, 2005.
- Andreas Reize. Thomanerchor Leipzig, Gewandhausorchester Leipzig. Solisten: Miriam Feuersinger, Marie Henriette Reinhold, Claude Eichenberger, Georg Poplutz, Henryk Böhm. Rondeau, 2022.

### Auf historischen Instrumenten
- Nikolaus Harnoncourt, Wiener Sängerknaben, Concentus Musicus Wien; Solisten: Rotraut Hansmann, Helen Watts, Kurt Equiluz, Max van Egmond. Telefunken/TELDEC, 1968.
- John Eliot Gardiner, Monteverdi Choir, English Baroque Soloists. Deutsche Grammophon, 1984.
- Gustav Leonhardt, Nederlandse Bachvereniging, La Petite Bande; Solisten: Isabelle Poulenard, Guillemette Laurens, René Jacobs, John Elwes, Max van Egmond, Harry van der Kamp. Deutsche Harmonia Mundi, 1985.
- Hermann Max, Rheinische Kantorei, Das Kleine Konzert; Solisten: Veronika Winter, Johanna Koslowsky, Kai Wessel, Markus Brutscher, Hans-Georg Wimmer, Stephan Schreckenberger. Capriccio, 1992.
- Harry Christophers, The Sixteen, Symphony of Harmony & Invention; Solisten: Catherine Dubosc, Catherine Denley, James Bowman, John Mark Ainsley, Michael George; Bach Edition – Brillant Classics, 1994; aufgenommen in St. Augustines Kilburn London.
- Thomas Hengelbrock, Balthasar-Neumann-Chor, Freiburger Barockorchester. Deutsche Harmonia Mundi, 1996.
- Masaaki Suzuki, Bach Collegium Japan; Solisten: Carolyn Sampson, Rachel Nicholis, Robin Blaze, Gerd Türk. BIS, 2006.
- Philippe Herreweghe, Collegium Vocale Gent; Solisten: Dorothee Mields, Hana Blažíková, Thomas Hoobs, Peter Kooij. Philips, 2011.
- Jordi Savall, La Capella Reial de Catalunya, Le Concert des Nations; Solisten: Celine Scheen, Yetzabel Arias Fernández, Pascal Bertin, Makoto Sakurada, Stephan MacLeod. AliaVox, 2012.
- Georg Christoph Biller, Thomanerchor Leipzig (Auswahlchor), Freiburger Barockorchester; Solisten: Reglint Bühler, Susanne Krumbiegel, Susanne Langner, Martin Lattke, Markus Flaig. Accentus Music, 2014.
- Hans-Christoph Rademann, Gächinger Kantorei Stuttgart, Freiburger Barockorchester; Solisten: Carolyn Sampson, Anke Vondung, Daniel Johannsen, Tobias Berndt. Carus, 2015.
- Jos van Veldhoven, Nederlandse Bachvereniging; Solisten: Hana Blažíková, Anna Reinhold, David Erler, Thomas Hobbs, Peter Harvey. allofbach, 2016.
- Michael Schönheit, Collegium Vocale Leipzig, Merseburger Hofmusik; Solisten: Gerlinde Sämann, Britta Schwarz, Henriette Gödde, Falk Hoffmann, Andreas Scheibner. Querstand, 2017.
- Rudolf Lutz, Chor und Orchester der J. S. Bach-Stiftung; Solisten: Julia Doyle, Alex Potter, Daniel Johannsen, Klaus Mertens. J. S. Bach-Stiftung, 2017.
- René Jacobs, RIAS Kammerchor, Akademie für Alte Musik Berlin; Solisten: Robin Johannsen, Marie-Claude Chappuis, Helena Rasker, Sebastian Kohlhepp, Christian Immler. harmonia mundi, 2021.

### Mit solistischer Besetzung
- Joshua Rifkin: The Bach Ensemble, Judith Nelson, Julianne Baird, Jeffrey Dooley, Frank Hoffmeister, Jan Opalach, Drew Minter, Edmund Brownless, Andrew Walker Schultze. Nonesuch Ultima, 1982.
- Andrew Parrott, Taverner Consort and Players, Emma Kirkby, Emily van Evera, Panito Iconomou, Christian Immler, Michael Kilian, Rogers Covey-Crump, David Thomas, Rogers Covey-Crump, David Thomas Plg Classics (Warner) 2002
- Konrad Junghänel, Cantus Cölln (Johanna Koslowsky, Mechthild Bach, Monika Mauch, Susanne Rydén, Elisabeth Popien, Henning Voss, Hans Jörg Mammel, Wilfried Jochens, Stephan Schreckenberger, Wolf Matthias Friedrich). Harmonia Mundi France, 2003.
- Frans Brüggen, Orchester des 18. Jahrhunderts, Dorothee Mields, Johannette Zomer, Patrick Van Goethem, Jan Kobow, Peter Kooij. Glossa, 2009.
- Sigiswald Kuijken, La Petite Bande, Gerlinde Sämann, Elisabeth Hermans, Patrizia Hardt, Petra Noskaiová, Bernhard Hunziker, Christoph Genz, Marcus Niedermeyr und Jan Van der Crabben. Challenge, 2011.
- Lars Ulrik Mortensen, Concerto Copenhagen, Maria Keohane, Joanne Lunn, Alex Potter, Jan Kobow, Peter Harvey, Else Torp, Hanna Kappelin. CPO, 2011.

### Digitalisate
- Originalpartitur, Staatsbibliothek zu Berlin
- Originalpartitur des Sanctus (Erstfassung 1724), Staatsbibliothek zu Berlin

### Noten und Audiodateien
- Bachs h-Moll-Messe: Noten und Audiodateien im International Music Score Library Project
- Gemeinfreie Noten von h-Moll-Messe in der Choral Public Domain Library – ChoralWiki (englisch)
- Messe in h-Moll (MIDI/MP3) mit Übungsdateien für Choristen
- Messe in h-Moll mit Aufnahme Helmuth Rillings und Foto-Faksimile des Insel Verlages

### Weiterführende Information
- Günter Brick: Die H-Moll-Messe von J. S. Bach.
- Messe h-Moll (h-Moll-Messe) – Quellenmaterial bei Bach Digital des Bach-Archivs Leipzig